# Saison 1966-1967 de l'ES Sétif
Pour un article plus général, voir ES Sétif.
Chronologie
Saison précédente Saison suivante
La saison 1965-1966 de l'ES Sétif est la 4e saison du club en première division du championnat d'Algérie depuis l'indépendance de l'Algérie. Les matchs se déroulent dans le championnat d'Algérie et en Coupe d'Algérie.

## Compétitions

### Championnat

#### Rencontres
| Date                            | J           | Adversaire     | Lieu           | Résultat       | Buteurs pour l'ESS        | Références la voix de l'oranie numéro ? |                |                |
| MATCHES ALLER                   |             |                |                |                |                           |                                         |                |                |
| 25 septembre 1966               | 1re journée | RC Kouba       | ext.           | 0 - 3          | Koussim , Messaoudi       | la voix de l'oranie                     |                |                |
| 2 octobre 1966                  | 2e journée  | CR Belcourt    | dom.           | 2 - 0          | Koussim , Salhi           |                                         |                |                |
| 12 mars 1967 (match reporté)    | 3e journée  | ASM Oran       | ext.           | 0-1            | -                         |                                         |                |                |
| 16 octobre 1966                 | 4e journée  | NA Hussein Dey | dom.           | 0 - 0          | -                         |                                         |                |                |
| 23 octobre 1966                 | 5e journée  | UsmAnnaba      | dom            | 1-1            | ?                         |                                         |                |                |
| 6 novembre 1966                 | 6e journée  | ScmOran        | ext            | 0-2            | -                         |                                         |                |                |
| 13 novembre 1966                | 7e journée  | UsmBlida       | dom            | 3-1            | ?                         |                                         |                |                |
| 8 janvier 1967 * (match retard) | 8e journée  | MOConstantine  | ext            | 1-1            | ?                         |                                         |                |                |
| 27 novembre 1966                | 9e journée  | MCSaida        | dom            | 2-0            | Boulekfoul ?, Benkari 78e |                                         |                |                |
| 4 décembre 1966                 | 10e journée | ESGuelma       | ext            | 0-0            | -                         |                                         |                |                |
| 18 décembre 1966                | 11e journée | MCOran         | dom            | 2-0            | ?                         | la voix de l'oranie                     |                |                |
| - fin des matches aller *       |             |                |                |                |                           |                                         |                |                |
|                                 |             |                |                |                |                           |                                         |                |                |
| - début des matches retour *    |             | MATCHES RETOUR | MATCHES RETOUR | MATCHES RETOUR | MATCHES RETOUR            | MATCHES RETOUR                          | MATCHES RETOUR | MATCHES RETOUR |
|                                 |             |                |                |                |                           |                                         |                |                |
| 22 janvier 1967                 | 12e journée | RCKouba        | dom            | 0-1            | -                         | la voix de l'oranie                     |                |                |
| 19 février 1967                 | 13e journée | CRBelcourt     | ext            | 0-1            | -                         |                                         |                |                |
| 5 mars 1967                     | 14e journée | ASMOran        | dom            | 2-0            | ?                         |                                         |                |                |
| 19 mars 1966                    | 15e journée | NAHussein-Dey  | dom            | 0-1            | -                         |                                         |                |                |
|                                 |             |                |                |                |                           |                                         |                |                |
| 2 avril 1967                    | 16e journée | UsmAnnaba      | ext            | 0-0            | -                         |                                         |                |                |
| 16 avril 1967                   | 17e journée | SCMOran        | dom            | 4-1            | ?                         |                                         |                |                |
| 23 avril 1967                   | 18e journée | USMBlida       | ext            | 1-1            | ?                         |                                         |                |                |
| 30 avril 1967                   | 19e journée | MOConstantine  | dom            | 0-0            | -                         |                                         |                |                |
| 14 mai 1967                     | 20e journée | MCSaida        | ext            | 0-1            | -                         |                                         |                |                |
| 4 juin 1967 * (match retard)    | 21e journée | ESGuelma       | dom            | 5-2            | ?                         |                                         |                |                |
| 28 mai 1967                     | 22e journée | MCOran         | ext            | 0-0            | -                         | la voix de l'oranie                     |                |                |
|                                 |             |                |                | -              |                           |                                         |                |                |
|                                 |             |                |                | -              |                           |                                         |                |                |
|                                 |             |                |                | -              |                           |                                         |                |                |

#### Classement final
Le classement est établi sur le barème de points suivant : une victoire vaut 3 points, un match nul 2 points et une défaite 1 point.
| Rang | Équipe         | Pts | J  | G  | N | P  | Bp | Bc | Diff |
| ---- | -------------- | --- | -- | -- | - | -- | -- | -- | ---- |
| 1    | NA Hussein Dey | 51  | 22 | 12 | 5 | 5  | 34 | 21 | +13  |
| 2    | RC Kouba       | 49  | 22 | 10 | 7 | 5  | 39 | 31 | +8   |
| 3    | CR Belcourt T  | 49  | 22 | 12 | 3 | 7  | 43 | 36 | +7   |
| 4    | USM Annaba     | 48  | 22 | 9  | 8 | 5  | 38 | 27 | +11  |
| 5    | ES Sétif C     | 46  | 22 | 8  | 8 | 6  | 26 | 14 | +12  |
| 6    | MC Oran        | 46  | 22 | 8  | 8 | 6  | 24 | 23 | +1   |
| 7    | MO Constantine | 44  | 22 | 7  | 8 | 7  | 37 | 30 | +7   |
| 8    | ASM Oran       | 44  | 22 | 8  | 6 | 8  | 26 | 25 | +1   |
| 9    | MC Saïda       | 42  | 22 | 6  | 8 | 8  | 22 | 35 | -13  |
| 10   | ES Guelma      | 41  | 22 | 7  | 5 | 10 | 40 | 41 | -1   |
| 11   | USM Blida      | 35  | 22 | 3  | 7 | 12 | 23 | 36 | -13  |
| 12   | SCM Oran       | 33  | 22 | 3  | 5 | 14 | 20 | 51 | -31  |

Résultat
- Champion d'Algérie 1966-1967

Relégation
- Relégation en Nationale II

Abréviations
T : Tenant du titre

C : Vainqueur de la Coupe d'Algérie 1966-1967

### Coupe d'Algérie

#### Rencontres
| Date             | Tour                       | Adversaire     | Stade (ville)                      | Résultat | Buteurs pour l'ESS           |
| 11 décembre 1966 | Trente-deuxièmes de finale | CACConstantine |                                    | 4 - 1    | ?                            |
| 31 décembre 1966 | Seizièmes de finale        | MSPBatna       |                                    | 1 - 0    | ?                            |
| 26 février 1967  | Huitièmes de finale        | MCAlger        | stade bologhine d'alger            | 3 - 1 ap | Salhi 13 , 118 , Kharchi 116 |
| 26 mars 1967     | Quart de finale            | NAHussein-Dey  | stade benabdelmalek de constantine | 2 - 1    | ?                            |
| 7 mai 1967       | Demi-finale                | USMAlger       | stade el-annassers d'alger         | 1 - 1    | ?                            |
| 21 mai 1967      | Demi-finale rejoué         | USMAlger       | stade benabdelmalek de constantine | 2 - 0    | ?                            |
| 18 juin 1967     | Finale                     | JSMSkikda      | stade el-annassers d'alger         | 1 - 0    | Koussim 68                   |